# بينيت ميلر
بينيت ميلر (بالإنجليزية: Bennett Miller)‏ مواليد 30 ديسمبر 1966 في نيويورك، هو مخرج أمريكي بدأ مسيرته الفنية عام 1998، أشهر أعماله : كرة المال عام (2011) وصائد الثعالب عام (2014).

## الأعمال
- كروز (1998
- كابوتي (فيلم) (2005)
- كرة المال (فيلم) (2011)
- صائد الثعالب (2014)

## ألجوائز
رشح لجائزة الأوسكار كأفضل مخرج عن فيلم صائد الثعالب ، وسيتم الإعلان عن الجوائز في فبراير 2015

## وصلات خارجية
- بينيت ميلر على موقع IMDb (الإنجليزية)
- بينيت ميلر على موقع مونزينجر (الألمانية)
- بينيت ميلر على موقع ألو سيني (الفرنسية)
- بينيت ميلر على موقع أول موفي (الإنجليزية)
- بينيت ميلر على موقع بوكس أوفيس موجو (الإنجليزية)
- بينيت ميلر على موقع قاعدة بيانات الأفلام السويدية (السويدية)
- بينيت ميلر على موقع قاعدة بيانات الفيلم (الإنجليزية)
- بينيت ميلر على موقع كينوبويسك (الروسية)